# 펠레카논 전투
라틴어 형태의 펠레카넘 전투로도 알려진 펠레카논 전투는 1329년 6월 10일~11일 안드로니코스 3세가 이끄는 동로마 제국군과 오르한 1세가 이끄는 오스만 베이국군 사이에 일어났다. 동로마 제국 군대는 오스만 베이국의 포위 공격을 받고있는 아나톨리아의 도시들을 구제하려는 시도없이 패배했다.

## 배경
1328년, 안드로니코스 3세가 즉위하면서 아나톨리아의 동로마 제국 영토는 40년 전 현대 튀르키예의 거의 모든 서부에서 수도 콘스탄티노폴리스에서 약 150km 이내에 있는 에게해와 니코메디아 주변의 작은 지방으로 축소되었다. 튀르크인들은 비티니아에 있는 중요한 도시인 프루사 (부르사)를 점령했다. 안드로니코스 3세는 니코메디아와 니카이아의 중요한 포위된 도시들을 구제하기로 결심하고, 국경지대를 안정된 위치로 회복시키기를 바랐다.

## 충돌과 결과
안드로니코스 3세는 en:Grand Domestic 요안니스 6세과 함께 약 4,000명의 군대를 이끌었는데, 이것은 그가 한 행동중 가장 위대한 것이었다. 그들은 마르마라해를 따라 니코메디아를 향해 행진했다. 펠레카논에서 오르한 1세가 이끄는 튀르크군은 전략적 우위를 점하기 위해 언덕에 진을 치고 니코메디아로 가는 길을 막았다. 6월 10일 오르한 1세는 300명의 기병 궁수들을 내리막으로 보내 동로마인들을 언덕으로 유인했지만, 이들은 더 이상 전진하지 않으려는 동로마인들에 의해 쫓겨났다. 호전적인 군대는 해가 질 때까지 우유부단한 충돌을 벌였다. 동로마 제국군은 퇴각할 준비를 했지만 튀르크군은 그들에게 아무런 기회도 주지 않았다. 안드로니코스 3세와 요안니스 칸타쿠제노스 모두 경상을 입기만 했지만, 동로마 군대에 황제가 죽거나 위독하다는 소문이 퍼지면서 공황 상태에 빠졌다. 결국 퇴각은 동로마 제국 쪽에서 많은 사상자를 내면서 대패하였다. 요안니스 칸타쿠지노스는 남은 동로마 제국 병사들을 이끌고 바다를 통해 콘스탄티노폴리스로 돌아왔다.

## 결과
펠레카논 전투는 동로마 황제가 오스만 베이를 맞닥뜨린 최초의 교전이었다.
중무장을 하고 단련된 동로마인들이 가볍게 무장하고 불규칙한 튀르크인들보다 먼저 도망쳤기 때문에 전투 자체보다 전투에 대한 사기 증진 효과가 더 중요했다. 부흥을 위한 군사 작전은 중단되었다. 이 전투 후에 동로마 제국군은 아나톨리아의 영토를 되찾으려 하지 않았다. 옛 제국 수도였던 니코메디아와 니케아의 로마인들은 안심하지 않았고 보스포루스 해협의 제국의 지배권 유지도 더 이상 견뎌 낼 수 없었다. 오스만 베이국은 1331년에 니케아를, 6년 후인 1337년엔 니코메디아를 정복했다. 그리하여 그들은 결국 동로마 제국을 괴멸시킬 강력한 기반을 구축하였다. 니케아와 니코메디아의 주민들은 빠르게 성장한 오스만 베이국에 편입되었고, 1340년까지 이미 많은 사람들이 이슬람교를 포용하였다. 1336년 이들 도시를 점령하고 카라시 베이국(카라시드 왕조)을 합병하면서 오스만 튀르크인들은 비티니아 정복과 아나톨리아의 북서쪽을 정복했다.

## 참조
- Bartusis, Marc C. The Late Byzantine Army: Arms and Society, 1204–1453, University of Pennsylvania Press, 1997.
- Treadgold, W. A History of the Byzantine State and Society. Stanford University Press, 1997.